# Belmont-Sainte-Foi
 Belmont-Sainte-Foi  (en occitano Belmont Senta Fe) es una población y comuna francesa, situada en la región de Mediodía-Pirineos, departamento de Lot, en el distrito de Cahors y cantón de Lalbenque.

## Demografía
| 133 | 107 | 92 | 102 | 68 | 105 |
| Para los censos de 1962 a 1999 la población legal corresponde a la población sin duplicidades (Fuente: INSEE [Consultar]) |     |    |     |    |     |